# Hilda Hilst
Hilda Hilst (* 21. April 1930 in Jáu, Brasilien; † 4. Februar 2004 in Campinas, Brasilien) war eine brasilianische Lyrikerin, Schriftstellerin und Dramatikerin. Sie gilt in der Fachkritik als eine der bedeutendsten Stimmen der zeitgenössischen brasilianischen Literatur.

## Leben
Hilda de Almeida Prado Hilst war das einzige Kind des Kaffeebauern, Journalisten, Dichters und Essayisten Apolônio de Almeida Prado Hilst und Bedecilda Vaz Cardoso. Die Familie väterlicherseits kam ursprünglich aus Elsaß-Lothringen, die Familie mütterlicherseits aus Portugal. Früh nach ihrer Geburt trennten sich die Eltern und sie zog mit ihrer Mutter nach Santos. Der Vater litt an Schizophrenie und verbrachte bis zu seinem Tod längere Aufenthalte in Einrichtungen für Menschen mit psychischen Erkrankungen. Als Siebenjährige ging Hilda als Internatsschülerin auf das Colégio Santa Marcelina in São Paulo. Über diese Zeit schrieb sie:

«Quando eu tinha oito anos, minha maior vontade era ser santa. Eu estudava em colégio de freiras, rezava demais, vivia na capela. Sabia de cor a vida das santas. Eu ouvia a história daquela Santa Margarida, que bebia a água dos leprosos, e ficava impressionadíssima. Vomitava todas as vezes que as freiras falavam disso. Elas diziam: ‚Não é pra vomitar!‘ Eu queria demais ser santa.»

„Mit acht Jahren war es mein größter Wunsch, Heilige zu sein. Ich ging auf eine Nonnen-Schule, betete zu viel, lebte in einer Kapelle. Ich kannte die Heiligen auswendig. Ich hörte die Geschichte der Heiligen Margarete, die das Wasser der Leprakranken trank und war tief beeindruckt. Ich übergab mich jedes mal, wenn die Nonnen davon erzählten. Sie sagten: ‚Das ist nicht zum sich Übergeben!‘ Ich wollte Heilige sein.“

Mit 16 besuchte sie die Oberschule am Instituto Presbiteriano Mackenzie. Auf den Rat der Mutter hin begann sie 1948 ein Jurastudium an der Universidade de São Paulo, das sie zwei Jahre später abschloss. Nach dem Abschluss arbeitete sie einige Monate als Anwältin, verfolgte aber ihre Karriere als Juristin nicht weiter. Im Jurastudium lernte sie auch ihre lebenslange Freundin, die Schriftstellerin Lygia Fagundes Telles kennen. 1950, mit zwanzig Jahren, veröffentlichte sie ihr erstes Buch, Presságio, das mit großer Begeisterung durch die Dichter Jorge de Lima und Cecília Meireles aufgenommen wurde. In den folgenden Jahren veröffentlichte sie in rascher Folge Werke wie Balada de Alzira. 1951., Balada do Festival. 1955. und Trovas de Muito Amor para um Amado Senhor (1960).
Hilst zählte zur gehobenen Gesellschaft São Paulos. Sie weckte große Leidenschaft bei Verehrern und führte ein bohémiènhaftes Leben bis in die 1960er Jahre. Mehrere Reisen führten sie in die USA und nach Europa. 1963 änderte sie ihr Leben radikal. Sie kehrte dem vergnüglichen Sozialleben in der Großstadt den Rücken, um sich ihrem literarischen Schaffen zu widmen. Ausgelöst wurde diese Entscheidung durch die Lektüre des Buchs Carta a El Greco, des griechischen Schriftstellers Nikos Kazantzakis. Darin wird die These vertreten, dass man sich von der Welt isolieren muss, um das wahre Wesen des Menschen erkennen zu können.
Zunächst zog sie sich auf das Landgut ihrer Mutter zurück und richtete sich schließlich 1966 in der Casa do Sol bei Campinas ein, die penibel nach ihren Vorstellungen gebaut wurde und als Raum für künstlerische Inspiration und Schaffenskraft konzipiert war. Im selben Jahr starb ihr Vater. 1968 heiratete sie den Bildhauer Dante Casarini, von dem sie sich zwölf Jahre später trennte. Beide blieben jedoch auf dem Grundstück der Casa do Sol leben, zusammen mit Dutzenden Hunden, einer Haushälterin und wechselndem Besuch von Freunden. Hilda Hilst lebte bis zu ihrem Lebensende in der Casa do Sol.

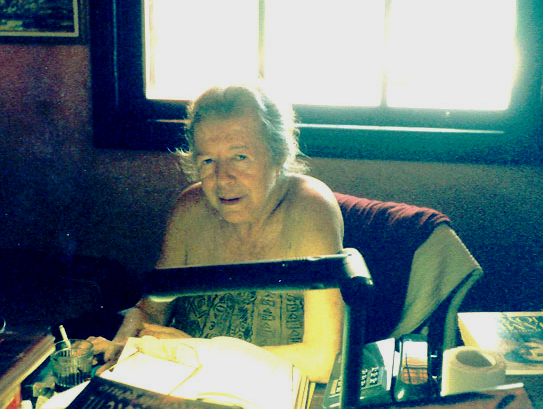
Hilda Hilst in der Casa do Sol, 1998

1967 vereinte sie ihre bisherigen Gedichte im Band Poesia (1959/1967), der zugleich einen Wandel in ihrem Schaffen markierte, von dem aus sie sich neuen Wegen zuwandte. In den folgenden sieben Jahren veröffentlichte sie keine Lyrik, sondern widmete sich dem fiktionalen Erzählen und Bühnenstücken. In beidem suchte und fand sie eine neue, metaphorische, satirische und schlagkräftige Sprache. Fluxo-floema, veröffentlicht 1970, ist Ergebnis dieses neuen, experimentellen fiktionalen Erzählens. Im selben Jahr begann Hilst eine Reihe von Experimenten: Sie zeichnete Radiowellen auf und versuchte darüber in Kontakt mit Stimmen von Verstorbenen zu kommen. Diese Experimente fanden breiten Widerhall in den Medien und zogen sich über zehn Jahre hin. Im Rahmen dieser Experimente mit dem Übernatürlichen und dem Mysteriösen meinte Hilst, UFOs gesehen zu haben, die über die Casa do Sol hinweggeflogen seien.
Auch literarisch vertiefte sie in den folgenden Jahren die Suche nach dem „Ich“ im Angesicht des Anderen beziehungsweise eines kosmischen oder göttlichen Mysteriums. Der Literaturkritiker Anatol Rosenfeld schrieb über sie:

«Há, em Hilda Hilst, uma recusa do outro e, ao mesmo tempo, a vontade de se ‚despejar‘ nele, de nele encontrar algo de si mesma (…).»

„Es gibt bei Hilda Hilst eine Zurückweisung des anderen und gleichzeitig einen Wunsch, sich in ihm ‚auszuschütten‘, etwas von sich selbst in ihm wiederzufinden (…).“

1982 geriet sie in finanzielle Schwierigkeiten und nahm daraufhin an einer Künstlerresidenz an der Universidade Estadual de Campinas teil. Zwischen 1992 und 1995 schrieb sie wöchentliche Chroniken für die Zeitung Correio Popular de Campinas, die später im Buch Cascos & Carícias veröffentlicht wurden.
Hilda Hilst starb am Morgen des 4. Februar 2004 im Alter von 73 Jahren in Campinas an den Folgen eines Sturzes. Nach ihrem Tod gründete ihr Freund Mora Fuentes das Instituto Hilda Hilst (IHH). Es hat es sich zur Aufgabe gemacht, das Werk und die Erinnerung an Hilda Hilst zu verbreiten und die Casa do Sol mit dem dazugehörigen Archiv zu erhalten, sowie den Ort als „sicheren Hafen für kulturelles, innovatives und demokratisches kulturelles Schaffen“.

## Wirkung
Hilda Hilst war eine äußerst produktive Schriftstellerin, die fast ein halbes Jahrhundert schrieb und mehr als vierzig Titel veröffentlichte. Von Beginn an bildeten das Mysteriöse, das Reale und das Imaginäre das Zentrum ihres Schreibens. Ihre Figuren tauchen in intensive Befragungen nach Bedeutung ein, sie versuchen die Essenz des Lebens zu verstehen. In einem Interview sagte sie Autorin, ihre Arbeit versuche immer im Wesentlichen, die schwierige Beziehung zwischen Gott und Menschen darzustellen.
Das literarische Universum der Hilda Hilst dreht sich um das Erleben, Leidenschaft, Schmerz, Ekstase; Erotik, die zwischen dem Heiligen und dem Dämonischen osziliiert, das Streben nach Reinheit und Transzendenz, Widersprüchlichkeiten und die Anziehungskraft des Widerlichen und Vulgären. Sie thematisiert Zwischenzustände und zeigt wie in Com meus olhos de cão, dass Mathematik und Mystik nahe beieinander liegen.
Hilst steht in der Tradition einer literarischen Avantgarde Brasiliens, wie neben ihr u. a. João Guimarães Rosa und Clarice Lispector und zählt zu den Autorinnen und Autoren, die den Grundstein für neue literarische Wege legten. Sie schuf ein Werk, das seinen Stoff aus der Welt zieht, die im Chaos begriffen ist, die durch Veränderungsprozesse beschleunigt wird und nicht fähig ist, die existenziellen Fragen nach der Beschaffenheit des Menschen, seiner fragilen condition humaine zu beantworten. So unterschiedlich ihre Antworten in ihren Werken ausfallen, alle führen zur Liebe als abgründigem Gefühl, durch das sich der Mensch – im Todeskampf oder purer Freude – wieder mit der Welt verbunden fühlt.
Als Reaktion darauf, dass das breite Publikum, anders als die literarische Kritik, sie weder las noch verstand, gab Hilst 1989 mit Amavisse. 1989. ihren Abschied von der gehobenen Kunst bekannt. Sie entschloss sich, ihren literarischen Kurs zu ändern: Nicht mehr das Erhabene zu suchen, sondern das Obszöne zu kultivieren. 1990 veröffentlichte sie O caderno rosa de Lory Lamby, den ersten Teil einer pornografischen Trilogie, gefolgt von Contos d’escarnio/Textos grotescos und Cartas de um sedutor. Trotz der absichtlichen Derbheit, mit der sie jegliche menschliche Erhabenheit dekonstruiert, ist in dieser Trilogie, genauso wie in ihrer pornografischen Poesie in Alcoólicas und Bufólicas, ihr großes literarisches Talent präsent.
Als literarische Einflüsse gelten Fernando Pessoa, Jorge de Lima, Cecília Meireles, João Guimarães Rosa, Friedrich Hölderlin, Rainer Maria Rilke, James Joyce, Simon Beckett, Franz Kafka, Albert Camus, Eugène Ionesco und Nikos Kazantzakis.
Viele ihrer Bücher waren wegen einer knappen Auflage vergriffen, 2001 erwarb die Editora Globo die Rechte und gab eine überarbeitete Version des Gesamtwerkes der Autorin heraus. 2016 gingen die Veröffentlichungsrechte an die Companhia das Letras.
Neben dem Deutschen gibt es Übersetzungen ins Italienische, Portugiesische (Portugal), Französische, Englische (USA, Kanada) und Spanische (Argentinien).
Komponisten wie Adoniran Barbosa (Quando te achei) und Gilberto Mendes (Trovas) wurden durch ihre Texte inspiriert.

## Auszeichnungen
Während ihrer knapp fünfzigjährigen Schaffensperiode erhielt Hilst die wichtigsten literarischen Preise Brasiliens:
- 1962: Preis des PEN-Clubs São Paulo für Sete Cantos do Poeta para o Anjo
- 1969: Prêmio Anchieta für O Verdugo
- 1977: Preis der Associação Paulista de Críticos de Arte (Prêmio APCA) für Ficções (Bestes Buch des Jahres)
- 1981: Grande Prêmio da Crítica (APCA) für das Gesamtwerk
- 1984: Prêmio Jabuti der brasilianischen Buchkammer für Cantares de Perda e Predileção
- 1985: Prêmio Cassiano Ricardo (Clube de Poesia de São Paulo) für Cantares de Perda e Predileção
- 1994: Prêmio Jabuti für Rútilo Nada

## Werke
Lyrik
- Presságio. 1950.
- Balada de Alzira. 1951.
- Balada do festival. 1955.
- Roteiro do silêncio. 1959.
- Trovas de muito amor para um amado senhor. 1959.
- Ode fragmentária. 1961.
- Sete cantos do poeta para o anjo. 1962.
- Poesia (1959/1967). 1967.
- Amado Hilst. 1969.
- Júbilo, memória, noviciado da paixão. 1974.
- Poesia (1959/1979). 1980.
- Da Morte. Odes mínimas. 1980.
  - Vom Tod. Minimale Oden, übersetzt von Curt Meyer-Clason, in Modernismo Brasileiro und die brasilianische Lyrik der Gegenwart. Berlin, 1997.
- Da Morte. Odes mínimas 1998 (Zweisprachige Ausgabe, französisch-portugiesisch).
- Cantares de perda e predileção. 1980.
- Poemas malditos, gozosos e devotos. 1984.
- Sobre a tua grande face. 1986.
- Amavisse. 1989.
- Alcoólicas. 1990.
- Bufólicas. 1992.
- Do Desejo. 1992.
- Cantares do Sem Nome e de Partidas. 1995.
- Do Amor. 1999.

Fiktion
- Fluxo-floema. 1970.
- Qadós. 1973.
- Ficções. 1977.
- Tu não te moves de ti. 1980.
- A obscena Senhora D. 1982.
- Com meus olhos de cão e outras novelas. 1986.
- O caderno rosa de Lory Lamby. 1990.
- Contos d'escárnio/Textos grotescos. 1990.
- Cartas de um sedutor. 1991.
  - Briefe eines Verführers, übersetzt von Mechthild Blumberg, Stint. Zeitschrift für Literatur. Bremen, Nr. 27, 2001, S. 28–30, ISSN 0933-646X
- Rútilo nada. 1993.
  - Funkelndes Nichts, übersetzt von Mechthild Blumberg, Stint. Zeitschrift für Literatur. Bremen, Nr. 29, 2001, S. 54–66.
- Estar Sendo/Ter Sido. 1997.
- Cascos & Carícias. 1998.

Theater
- A possessa. 1967.
- O rato no muro. 1967.
- O visitante. 1968.
- Auto da barca de Camiri. 1968.
- O novo sistema. 1968.
- Aves da noite. 1968.
- O verdugo. 1969.
- A morte de patriarca. 1969.